# 水野利八

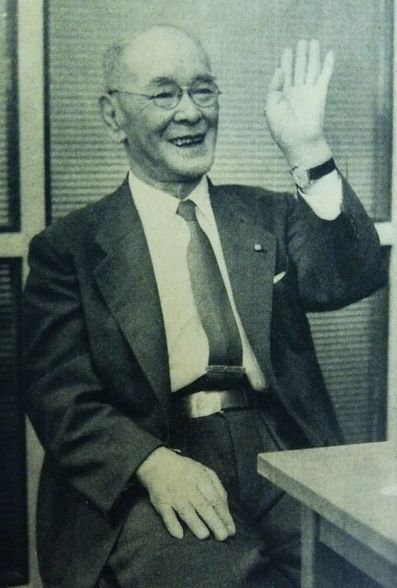
1956年

水野 利八（みずの りはち 1884年（明治17年）5月15日 - 1970年（昭和45年）3月9日）は、日本の実業家。ミズノ創業者。紺綬褒章、勲四等瑞宝章受章。二男は水野健次郎。水野正人、水野明人は孫。

## 概要
岐阜県大垣市に生まれる。興文小高等科中退。9歳の時に棟梁をしていた父が死去したため、大阪・京都へ丁稚奉公へ出た。
1903年（明治36年）に京都・三高野球クラブの試合を見て、野球の魅力に惹かれ運動用品の商売を志す。1906年（明治39年）に弟の水野利三と大阪市北区で水野兄弟商会を創業。当初は運動服を扱っていたが、1913年（大正2年）からは野球用のグラブ、ボールの製造を始めた。
1916年（大正5年）に全国統一の標準球を完成。西洋的なスポーツの普及と共に事業を成長させ、1927年（昭和2年）紺綬褒章受章。昭和初期は中国大陸にも進出。1942年（昭和17年）に社名を美津濃に改称し社長へ就任。
戦後はスポーツを通じた復興、青少年の育成にも尽力し、1955年（昭和30年）全国高等学校野球連盟から功労賞を受賞。1956年（昭和31年）に藍綬褒章受章。
1964年（昭和39年）に美津濃全従業員に株を25株ずつ贈与。1969年（昭和44年）に会長へ就任。翌1970年（昭和45年）死去、勲四等瑞宝章受章。1971年（昭和46年）に野球殿堂入り。